# NO FADE OUT
「NO FADE OUT」（ノー・フェイド・アウト）は、日本の歌手・垣内りか（元・愛内里菜）が、R名義で発売した2作目の配信限定シングル。

## 概要
- 製作時に初めてこの曲を聞いた時に、女性の強い意志と眼力を表現する化粧品のCMがイメージとして浮かんだ。
- 歌詞中の灼熱というのは真っ赤なルージュの口紅の色味をイメージしていた歌詞中の「撃ち抜く鼓動」は当初「真紅の鼓動」にしようと思っていた。
- 2018年11月16日には、CDも発売。

## 収録曲
1. NO FADE OUT [4:07]
  - 作詞：R / 作曲・編曲：石井健太郎

### CD
1. NO FADE OUT [4:07]
  - 作詞：R / 作曲・編曲：石井健太郎
2. NO FADE OUT instrumental